# Niederhelfenschwil
Niederhelfenschwil ist eine politische Gemeinde im Wahlkreis Wil des Kantons St. Gallen in der Schweiz und besteht aus den Ortschaften Niederhelfenschwil, Lenggenwil und Zuckenriet.

## Geographie

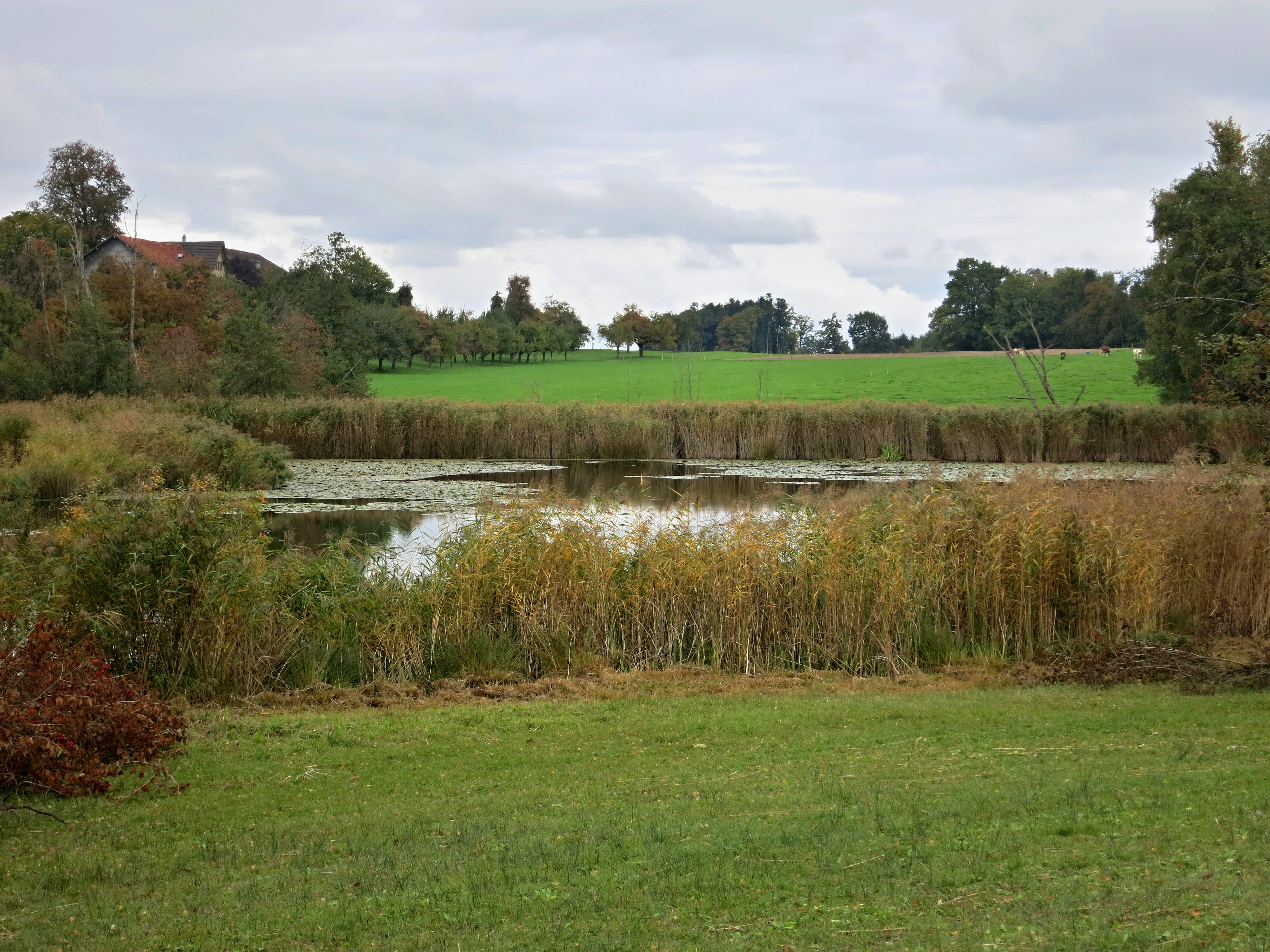
Oberer Weier westlich von Dägetschwil

Die Gemeinde befindet sich auf einem Plateau nördlich der Thur zwischen den Städten Wil und Bischofszell und grenzt im Norden an den Kanton Thurgau.
Das Bild der einstigen Drumlin-Landschaft wird durch bäuerliche Siedlungen und Waldflächen geprägt. Viele neue Wohnbauten haben in den letzten Jahren den baulichen Charakter stark verändert.
Zur Ortschaft Niederhelfenschwil, welche die Gemeindeverwaltung beherbergt, gehören nebst dem Pfarrdorf Niederhelfenschwil die Weiler Enkhüseren und Dägetschwil.
Obwohl es der Name vermuten liesse, liegt Oberhelfenschwil nicht in der Nachbarschaft, sondern 23 Kilometer südwestlich von Niederhelfenschwil.

## Geschichte

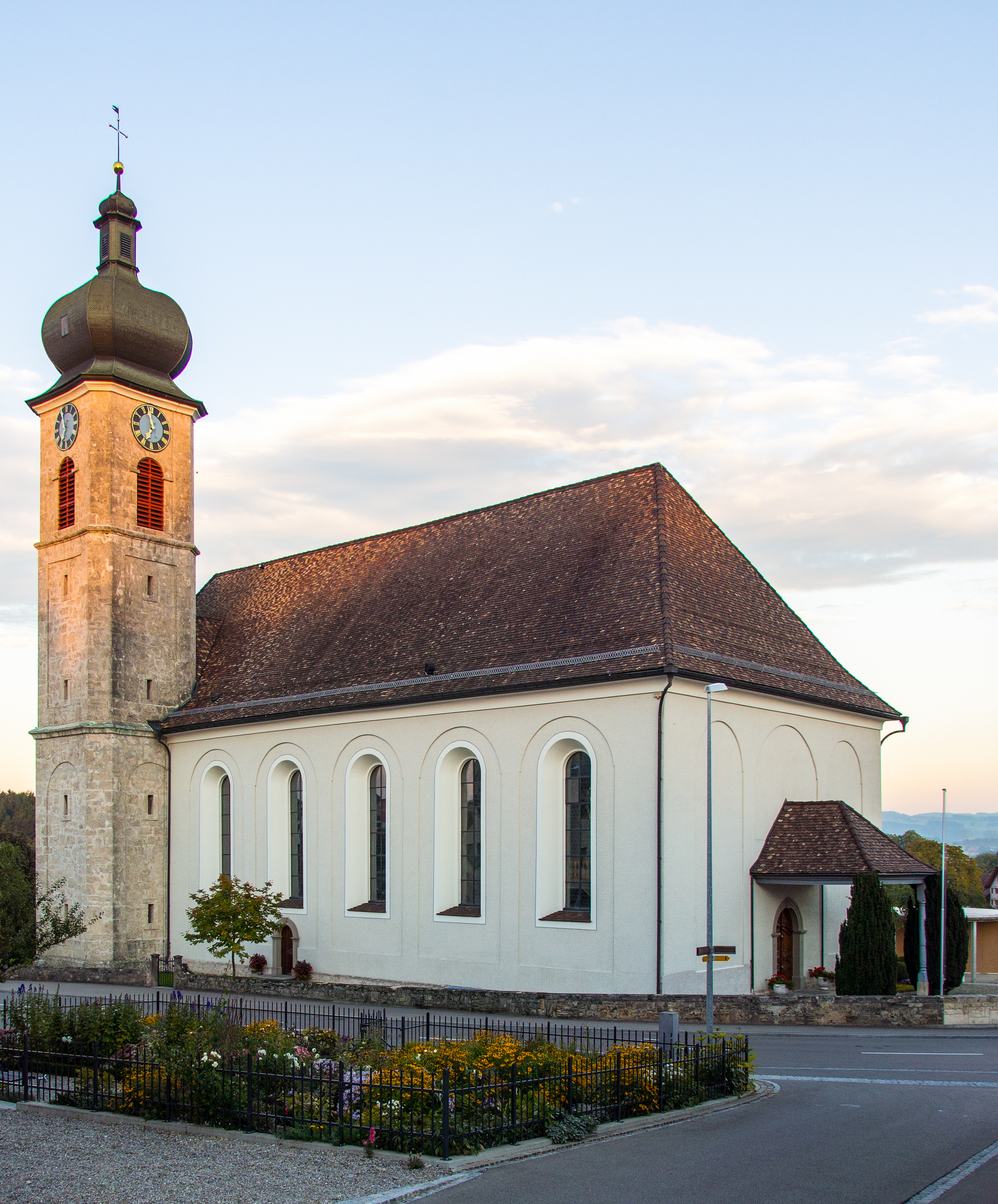
Pfarrkirche St. Johannes Baptist

Niederhelfenschwil wurde als Helfolteswilare (Weiler des Helfotes) 817/818 erstmals urkundlich erwähnt.
Das im Frühmittelalter besiedelte Gemeindegebiet wurde in mehreren Schenkungsurkunden des Klosters St. Gallen zwischen 782 und 965 erwähnt. Niederhelfenschwil, Zuckenriet und Lenggenwil bildeten je eigene Gerichtsbezirke, die im Mittelalter in den Einflussbereich stift-sankt-gallischer Ministerialengeschlechter gelangten. Das Kloster St. Gallen kaufte 1465 das Gericht Niederhelfenschwil zurück und unterstellte es dem Wileramt. In einer Urkunde aus dem Jahr 1426 wird der Ort als Nidren-Helffentswile bezeichnet, um ihn von Oberhelfenschwil im Toggenburg abzugrenzen.
Zwei Offnungen datieren aus den Jahren 1469 und 1495. Das Gericht Niederhelfenschwil wurde 1490 mit dem ehemals konstanzischen Gericht Enkhüseren vereinigt. 1803 vereinten sich Niederhelfenschwil, Zuckenriet und Lenggenwil zur politischen Gemeinde Niederhelfenschwil des Kantons St. Gallen, 1837 folgte die Zusammenlegung der Ortsgemeinden.

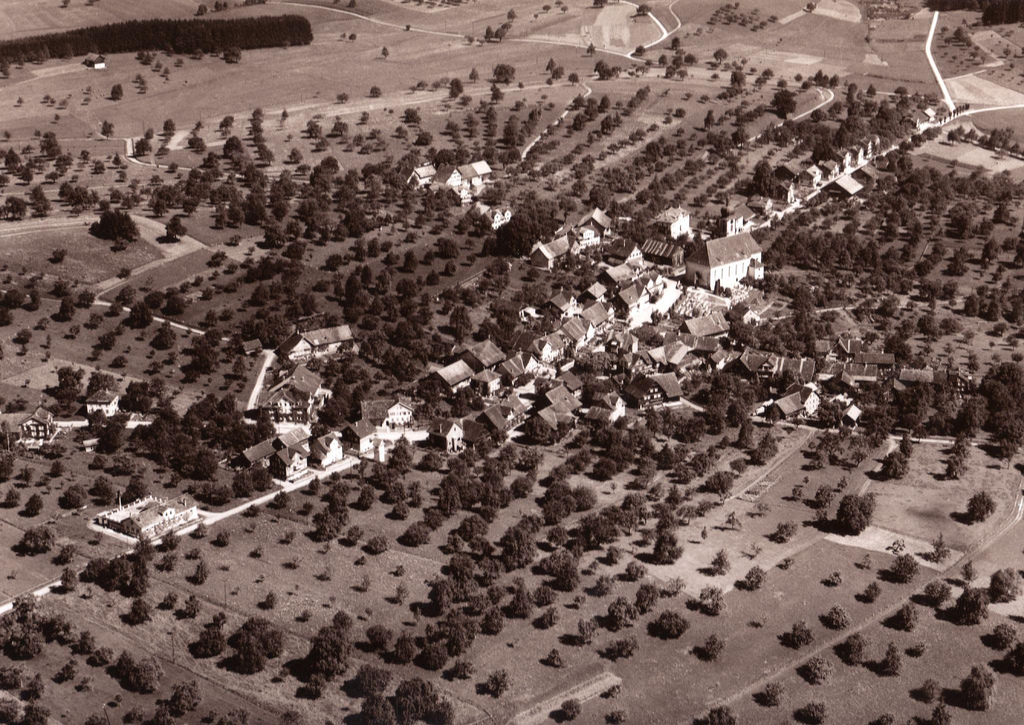
Niederhelfenschwil im Jahre 1938

Niederhelfenschwil und Zuckenriet schlossen sich 1529 bis 1531 vorübergehend der Reformation an, während Lenggenwil katholisch blieb. Die Kirche in Niederhelfenschwil wurde 903 erstmals genannt. Die Kirche St. Johann Baptist in Niederhelfenschwil wurde 1786/87 als Barockbau neu errichtet. 1964 gründeten die drei Ortschaften eine Sekundarschulgemeinde, die 1969 das Oberstufenzentrum Sproochbrugg eröffnete.
Landwirtschaftlich dominierte bis ins 19. Jahrhundert der Ackerbau, seither die Milch- und Viehwirtschaft sowie der Obstbau. 1984 bestanden in der Gemeinde sieben Käsereien. 1966 wurde eine umfassende Güterzusammenlegung beschlossen. Die Gemeinde verzeichnet seit den 1960er Jahren ein kontinuierliches Wachstum und eine verstärkte Ansiedlung von Gewerbe, bewahrte aber ihren ländlichen Charakter.

## Wappen
Blasonierung: In Blau goldene Deichsel, begleitet von den silbernen, lateinischen Initialen N, L und Z.
Die Initialen bezeichnen die drei Ortschaften Niederhelfenschwil, Lenggenwil und Zuckenriet, die 1803 zur politischen Gemeinde Niederhelfenschwil verschmolzen wurden.

## Bevölkerung
| Jahr      | 1837  | 1850  | 1900  | 1950  | 1970  | 2000  | 2018  |
| Einwohner | 1275  | 1279  | 1250  | 1469  | 1614  | 2599  | 3149  |
| Quelle    | [ 6 ] | [ 6 ] | [ 6 ] | [ 6 ] | [ 6 ] | [ 9 ] | [ 9 ] |

## Bildung und Infrastruktur
Jedes der drei Dörfer führt einen Kindergarten und eine Primarschule. Im zentralen Schulhaus Sproochbrugg werden gemeinsam mit der Nachbargemeinde Zuzwil die Oberstufenschüler unterrichtet. Das Vereinsleben bietet Möglichkeiten für Jugendförderung, Sport, Musik, Kultur und Unterhaltung.
Zahlreiche KMU-Betriebe bieten Arbeits- und Ausbildungsplätze an. Ladengeschäfte in allen drei Dörfern gewährleisten die Grundversorgung. Die Dörfer sind mit Postautoverbindungen ab den Bahnhöfen Uzwil und Wil erreichbar.

## Sehenswürdigkeiten

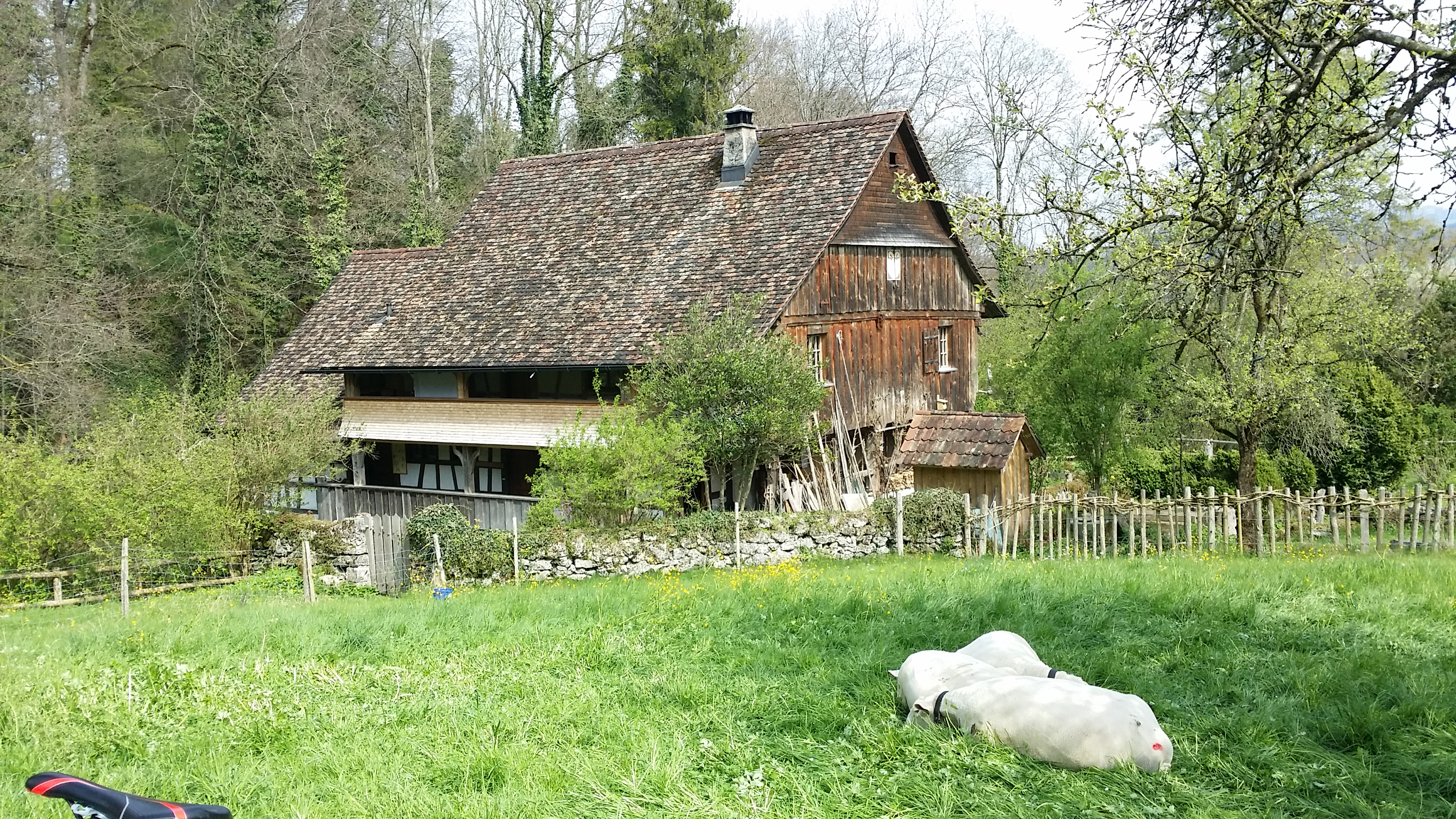
Kobesenmühle

Die barocke Pfarrkirche aus dem Jahr 1786 zählt zu den schönsten ländlichen Sakralbauten in der Ostschweiz und wird als «kleine Kathedrale des Bistums» bezeichnet. Das Gotteshaus besticht durch eine kunstvolle und reichhaltige Innenausstattung.
Südlich unterhalb des Dorfes im Weiler Kobesenmühle lebte und arbeitete der Künstler und Philosoph Wilhelm Lehmann (1884–1974). Sein Lebenswerk ist in der Ausstellung der alten Mühle öffentlich zugänglich.
→ siehe Abschnitt Sehenswürdigkeiten im Artikel Lenggenwil

→ siehe Abschnitt Sehenswürdigkeiten im Artikel Zuckenriet

## Persönlichkeiten
- Ildephons Fuchs (1765–1823), römisch-katholischer Geistlicher und Historiker, ab ca. 1812 Pfarrer am Ort

## Trivia
Der Name der Gemeinde gilt als längster einteiliger Name aller Schweizer Gemeinden.